# Емброуз Олсен
Емброуз Олсен (англ. Ambrose Olsen, 27 листопада 1985, Хомер, Аляска — 22 квітня 2010, Нью-Йорк) — американська модель.
Народився на Алясці у місті Хомер. В юності захоплювався серфінгом, боксом та хокеєм. Після закінчення школи вступив на курси теслярів, а також мав намір вступити до лав добровольців до ВМС США.
У 2002 переїхав до Нью-Йорку, де стартувала його кар'єра в модельному бізнесі. У наступні роки він з'явився у низці модних показів і взяв участь у кількох рекламних кампаніях, серед яких Armani Exchange у 2007, яка принесла йому славу у модельному бізнесі. Крім цього він брав участь у рекламі брендів Hugo Boss, Dolce & Gabbana, Nautica, Yves Saint Laurent (YSL), Louis Vuitton, Burberry та багатьох інших.
22 квітня 2010 покінчив життя самогубством у своїй квартирі в Нью-Йорку. Тіло 24-річного молодика знайдено його близьким другом через кілька днів. За повідомленнями поліції, Олсен повісився.